# Tarod

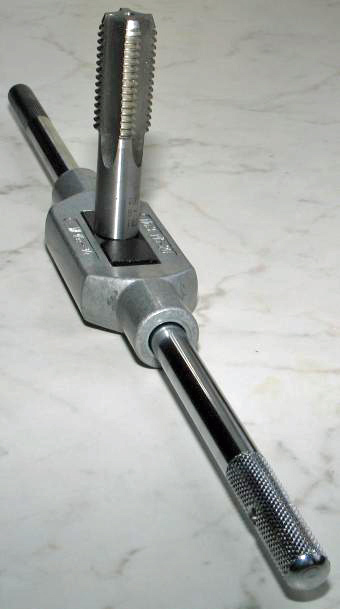
Port-tarod cu tarod

Tarodul este o sculă folosită pentru tăierea filetelor în interiorul unor găuri dintr-o piesă. Se folosește la prelucrarea manuală sau mecanică a filetelor interioare. Pentru a fi folosit manual se montează într-un port-tarod, iar la prelucrările mecanice în menghina mașinii de filetat. Uzual, diametrul găurii este diametrul interior al filetului, dar pentru materiale deformabile el poate fi puțin mai mare. 
Operația de  prelucrare a unui șurub în interiorul unei găuri se numește tarodare. O gaură filetată este forma complementară a unui șurub sau a unei tije filetate.